# Koulouypa Konduchalova
Kuluypa Konduchalova (kirghize : Күлүйпа Кондучалова), née le 15 juin 1920 et morte le 7 septembre 2013, est une enseignante, femme politique et ancienne ministre de la Culture kirghize-soviétique. Elle est surtout connue en tant que mécène de la culture et pour le travail qu'elle a accompli pour promouvoir les arts kirghizes auprès du public international. Elle est honorée en tant que Héros de la République kirghize (en), honorée à deux reprises de l'ordre de Manas (en) aux 1er et 3e degrés, décorée comme Commandeur de l'ordre de Lénine et reçoit à deux reprises l'ordre du Drapeau rouge du Travail.

## Jeunesse
Kuluypa Konduchalova est née le 15 juin 1920 dans le village de Kara-Jygach (aujourd'hui situé dans le district d'Alamüdün, province de Tchouï) dans la région kirghize de l'Empire russe. De sa fratrie de neufs, seuls elle et ses deux frères, Iskender et Seideh, survivent. Son père est charpentier et artisan et l'encourage dans son désir d'éducation. Elle commence sa scolarité à la nouvelle école rurale de Kara-Jygach en 1928 et est inspirée par son premier professeur pour devenir éducatrice. À l'âge de douze ans, elle s'installe à Frunze et entre à l'Institut pédagogique d'État kirghize, où elle obtient son diplôme en 1938.

## Carrière
Après avoir terminé ses études, Konduchalova travaille comme enseignante et est d'abord placée dans un internat à Kulanak (en). Après un an en tant qu'enseignante, elle est promue directrice de l’école. Rejoignant le Parti communiste kirghize (en) en 1940, Konduchalova fut nommée secrétaire régionale du Komsomol de Tien-Shan. Elle ne veut pas de ce poste, mais ne peut pas refuser et commence des tournées de conférences pour le Parti. En 1942, elle donne une conférence à Leningrad pendant le siège de la ville. Entre 1943 et 1945, Konduchalova étudie à Moscou à l'École supérieure du Parti communiste de l'Union soviétique, en même temps que le célèbre journaliste kazakh Aytkesh Toiganbayev. Malgré la guerre, elle se souvient plus tard avec émotion des nombreux événements culturels auxquels elle et ses camarades de classe ont participé,. Elle épouse Abdi Orolbayev, un financier, avec qui elle un fils, Diyas, et deux filles, Gylzhamal et Irina.
De retour chez elle à la fin de la guerre, Konduchalova travaille d'abord au Département de propagande et d'agitation de la République socialiste soviétique kirghize. En 1947, elle est nommée secrétaire de l'Agitprop du Comité régional de Djalal-Abad du Parti communiste. En poste jusqu'en 1949, elle est simultanément nommée en 1948 secrétaire du Présidium du Soviet suprême de la RSS kirghize. À partir de 1947, elle est députée au Soviet suprême kirghiz, agissant comme vice-présidente de cet organe de 1949 à 1952. En 1953, elle devient ministre kirghize des Affaires étrangères et l'année suivante, tout en continuant à servir comme députée au Soviet suprême kirghize, elle est élue députée au Soviet suprême de l'URSS. Le ministère des Affaires étrangères joue alors un rôle important, car les seules républiques soviétiques reconnues par les Nations Unies après la guerre sont la Biélorussie et l’Ukraine. La structure centralisée s'étant effondrée pendant la guerre, Konduchalova est chargée de veiller à ce que les diplomates kirghizes soient informés des développements internationaux et du droit, maîtrisent l'anglais et le français et reçoivent du TASS le matériel nécessaire pour exercer leurs fonctions.
À partir de 1958, Konduchalova dirigea le ministère de la Culture et organisa cette année-là la 2e Décennie de l'art et de la littérature kirghizes, qui se produit à Moscou, la première représentation kirghize en Russie depuis la fin de la guerre. Certains des artistes kirghizes les plus connus des années 1960 et 1970 participent au spectacle, notamment Bubusara Beyshenalieva, Artyk Myrzabayev (ky) et Uran Sarbagishev (ky), qui deviendront tous des artistes du peuple de la RSS kirghize ou de l'URSS, entre autres,. Elle organise des événements et des spectacles artistiques et littéraires hebdomadaires dès le début des années 1960 pour promouvoir le patrimoine culturel du pays. Konduchalova organise des activités d'échange culturel et des expositions dans toutes les républiques soviétiques, mais aussi à l'étranger, voyageant en Belgique, au Canada, au Danemark, en France, en Suède et en Syrie. Dans le pays, au cours des deux décennies suivantes, elle ordonne au ministère de créer plus de 2 500 bibliothèques ; plus de 1 000 cinémas ; 220 maisons locales de la culture ; 97 institutions pour promouvoir l'éducation culturelle dans les arts, la danse et la musique ; 6 théâtres pour des représentations dramatiques ; 6 musées ; 3 maisons d'édition ; et la Société philharmonique kirghize. Konduchalova encourage également le développement de monuments architecturaux, notamment le Monument de l'Amitié et le Monument aux héros révolutionnaires. En 1966, elle devient présidente de la Société pour la protection des monuments historiques et culturels, chargée de promouvoir la conservation du patrimoine culturel du pays.
Après sa retraite du ministère en 1980,, Konduchalova continue son travail avec la Société pour la protection des monuments historiques et culturels. Parmi ses nombreuses récompenses, elle est honorée de l'ordre de Lénine, reçoit à deux reprises l'ordre du Drapeau rouge du travail et l'ordre de l'Insigne d'honneur de l'URSS. Dans son propre pays, elle est faite chevalier à deux reprises et reçoit l'ordre de Manas (en) aux 1er et 3e degrés. En 2010, elle a reçu la plus haute distinction nationale, celle de Héros de la République kirghize (en) avec la distinction spéciale « Ak-Shumkar », des mains de la présidente Roza Otounbaïeva. En 2011, Munduzbek Tentimishev publie la biographie Легендарлуу suffit: Күлүйпа. Кондучалова (« Vie légendaire : Kuluypa Konduchalova »), dédié à l'une des rares femmes à avoir gravi les échelons politiques à son époque,.

## Mort et héritage
Konduchalova meurt le 7 septembre 2013 à Bichkek et est enterrée le 9 septembre au cimetière d'Ala-Archa,.

### Citations
1. ↑  Greytak 2018.
2. ↑  Бектурганова 2006, p. 92–93.
3. ↑  Бектурганова 2006, p. 93.
4. 1 2 3 4 5 6  Подольская 2010.
5. 1 2 3 4 5 6 7  Информ Вест 2013.
6. 1 2 3 4  Абакирова 2008.
7. ↑  Бектурганова 2006, p. 94.
8. 1 2  Бектурганова 2006, p. 99.
9. 1 2 3 4  Жапаров 2013.
10. 1 2 3 4 5  Бектурганова 2006, p. 96.
11. 1 2 3  National Library of Kyrgyzstan 2011.
12. 1 2  Газета Общественный рейтинг 2010.
13. ↑  BBC News 2013.